# Lars Hydrén den äldre
Lars Hydrén, född 2 februari 1694 i Flens socken, död 5 maj 1789, var en svensk präst och riksdagsman.

## Biografi
Lars Hydrén var son till bonden i Brotorp, Flen, Per Olofsson. Han ägnade sig åt faderns jordbruk medan han fick språkkunskaper av församlingens komminister. Efter enträgen begäran fick han lov av sin far att gå i skolan i Strängnäs och började där 1711, fördröjd av pesten. De fortsatta studierna bekostades med tjänster som informator hos Carolus Lundius med flera. 1728 blev han magister. Första lärartjänsten vid Uppsala universitet var oavlönad. 1737 fick han en extra ordinarie professur i poesi, och blev 1744 ordinarie professor. Han prästvigdes 1747, blev 1752 teologie doktor, 1753 femte teologie professor, och steg sedan inom teologin tills han 1764 blev förste teologie professor och domprost. Han var universitetets rektor 1746, 1752, och 1763.
Hydrén var riksdagsman 1760. När Hydrén avled 1789 var han senior bland landets präster.
Hydrén var gift med Regina Ljung, dotter till professor Ericus Ljung. Deras son Eric Hydrén blev professor och deras son Lars Hydrén den yngre blev hovpredikant.